# Nowa Wieś (Gębarzów)
Nowa Wieś – część wsi Gębarzów w Polsce, położona w województwie mazowieckim, w powiecie radomskim, w gminie Skaryszew. 
W latach 1975–1998 Nowa Wieś administracyjnie należała do województwa radomskiego.
Wierni Kościoła rzymskokatolickiego należą do parafii Parafia św. Andrzeja Boboli w Bardzicach.